# San Francisco (Panabá)
San Francisco es una localidad del municipio de Panabá en el estado de Yucatán localizado en el sureste de México.

## Toponimia
El nombre (San Francisco) hace referencia a Francisco de Asís.

## Demografía
Según el censo de 2005 realizado por el INEGI, la población de la localidad era de 179 habitantes, de los cuales 86 eran hombres y 93 eran mujeres.
| 130                         | 164 | 173 | 185 | 179 |
| (Fuente: INEGI [Consultar]) |     |     |     |     |